# 1943年2月20日月食
1943年2月20日月食为一次在协调世界时1943年2月20日出現的月偏食。該次月食半影食分為1.871、全影食分為0.766。偏食維持了95分。

## 概述
這次月食的食分是10.19，偏食維持了95分。

## 基本參數
- 類型：月偏食
- 食甚資料：
  - 日期：1943年2月20日
  - 時間：5:38
  - 月球位置：赤經10.19度、赤緯11.7度
  - 食分：半影食分：1.871、全影食分：0.766
  - 持續時間：偏食95分

## 外部連結
- NASA月食專頁（页面存档备份，存于）（英文）